# Bobrek (Cieszyn)
Bobrek (deutsch Bobrek, ursprünglich Bobersdorf) ist ein Stadtteil von Cieszyn im Powiat Cieszyński der Woiwodschaft Schlesien in Polen.

## Geographie
Bobrek liegt am Bach Bobrówka im Schlesischen Vorgebirge (Pogórze Śląskie), etwa einen Kilometer östlich des Stadtzentrums.
Vor der Eingemeindung hatte das Dorf eine Fläche von etwa 767–768 ha. Die Nachbarorte waren: Zamarski im Norden, Krasna, Gułdowy und Mnisztwo im Osten, Puńców im Süden, Pastwiska, Cieszyn und Błogocice im Westen.

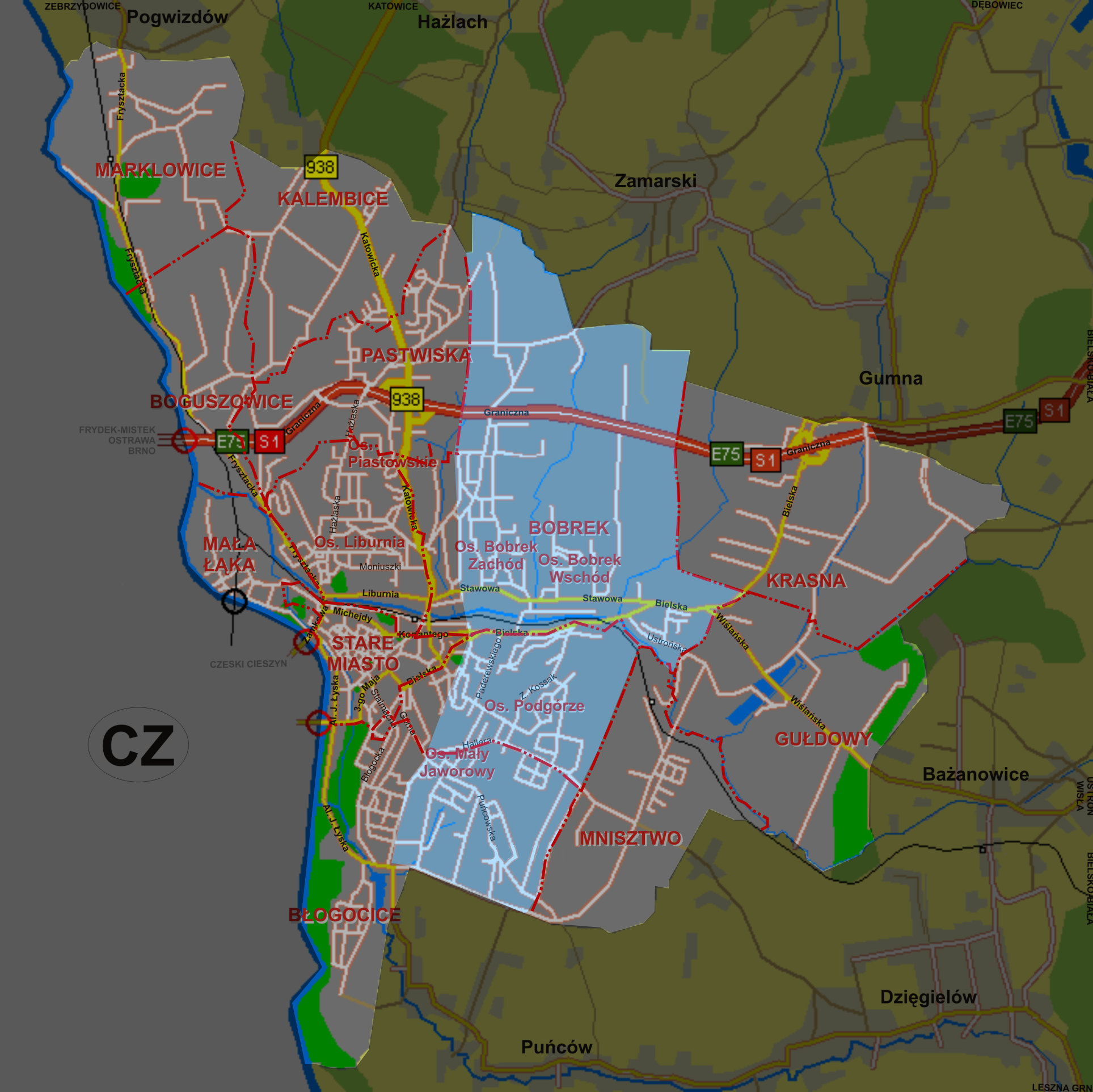
Lage von Bobrek in Cieszyn (Fläche vor dem Jahre 1932)

## Geschichte
Der Ort wurde im Jahre 1322 als Bobirdorf erstmals urkundlich erwähnt, und dann als Bobreg (1365), Bobrek (1440), Bobersdorf (1449), später meistens als Bobre(c)k (die deutsche Form mit dem Wortende -dorf galt als veraltet). Der Name ist wahrscheinlich abgeleitet vom örtlichen Bach Bobrówka (1478 als iuxta ripam Bobrek erwähnt), sekundär von den Bibern (polnisch bóbr).
Politisch gehörte das Dorf ursprünglich zum Herzogtum Teschen, dies bestand ab 1290 in der Zeit des polnischen Partikularismus. Seit 1327 bestand das Herzogtum als Lehensherrschaft des Königreichs Böhmen und seit 1526 gehörte es zur Habsburgermonarchie.
Im Jahr 1800 hatte Bobrek 82 Häuser mit 464 Einwohnern polnisch-schlesischer Mundart. Nach der Aufhebung der Patrimonialherrschaften bildete es ab 1850 eine Gemeinde in Österreichisch-Schlesien, Bezirk Teschen und Gerichtsbezirk Teschen. In den Jahren 1880–1910 stieg die Einwohnerzahl von 1109 im Jahr 1880 auf 2820 im Jahr 1910, es waren überwiegend polnischsprachige (zwischen 80 % im Jahr 1880 und 85,2 % im Jahr 1890), deutschsprachige (zwischen 14,2 % und 17,6 %) und tschechischsprachige (am meisten 111 oder 4 % im Jahr 1910). Im Jahr 1910 waren 61,2 % römisch-katholisch, 38 % evangelisch, es gab 17 (0,6 %) Juden.
Im Jahre 1911 wurde an der Grenze zu Cieszyn ein Lehrerseminar eröffnet. Das Gebäude gehört heute zur Schlesischen Universität.
1920 nach dem Zusammenbruch der k.u.k. Monarchie und dem Ende des Polnisch-Tschechoslowakischen Grenzkriegs wurde Bobrek ein Teil Polens.
Bobrek wurde 1932 als Stadtteil Cieszyns eingemeindet. Zu dieser Zeit lebten in Bobrek 2984 Menschen. Nach dem Wegfall der Industrievorstädte am linken Ufer der Olsa (Český Těšín) übernahm Bobrek diese Rolle.

## Sehenswürdigkeiten
- Kirche, gebaut 1900

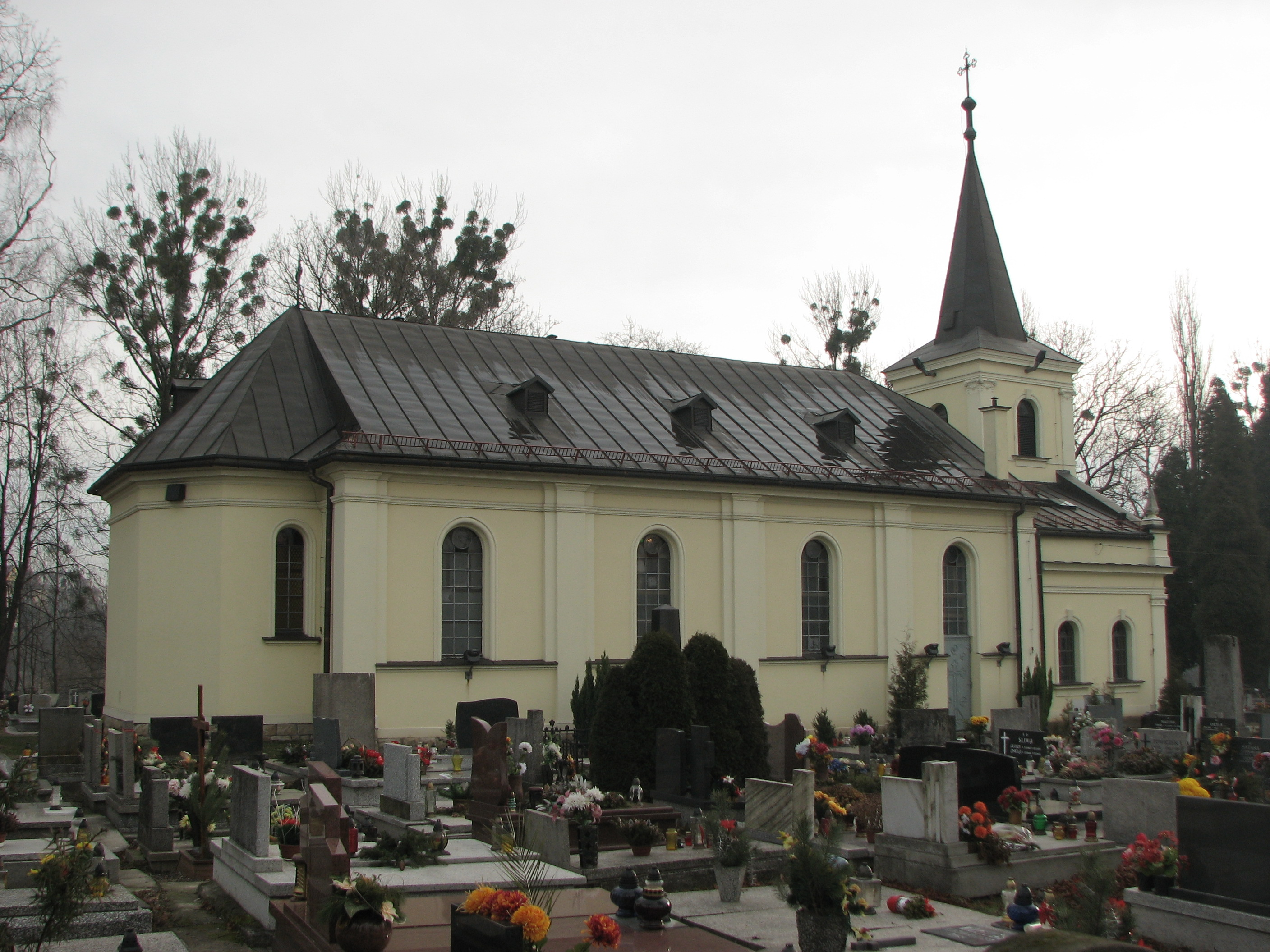
Kirche
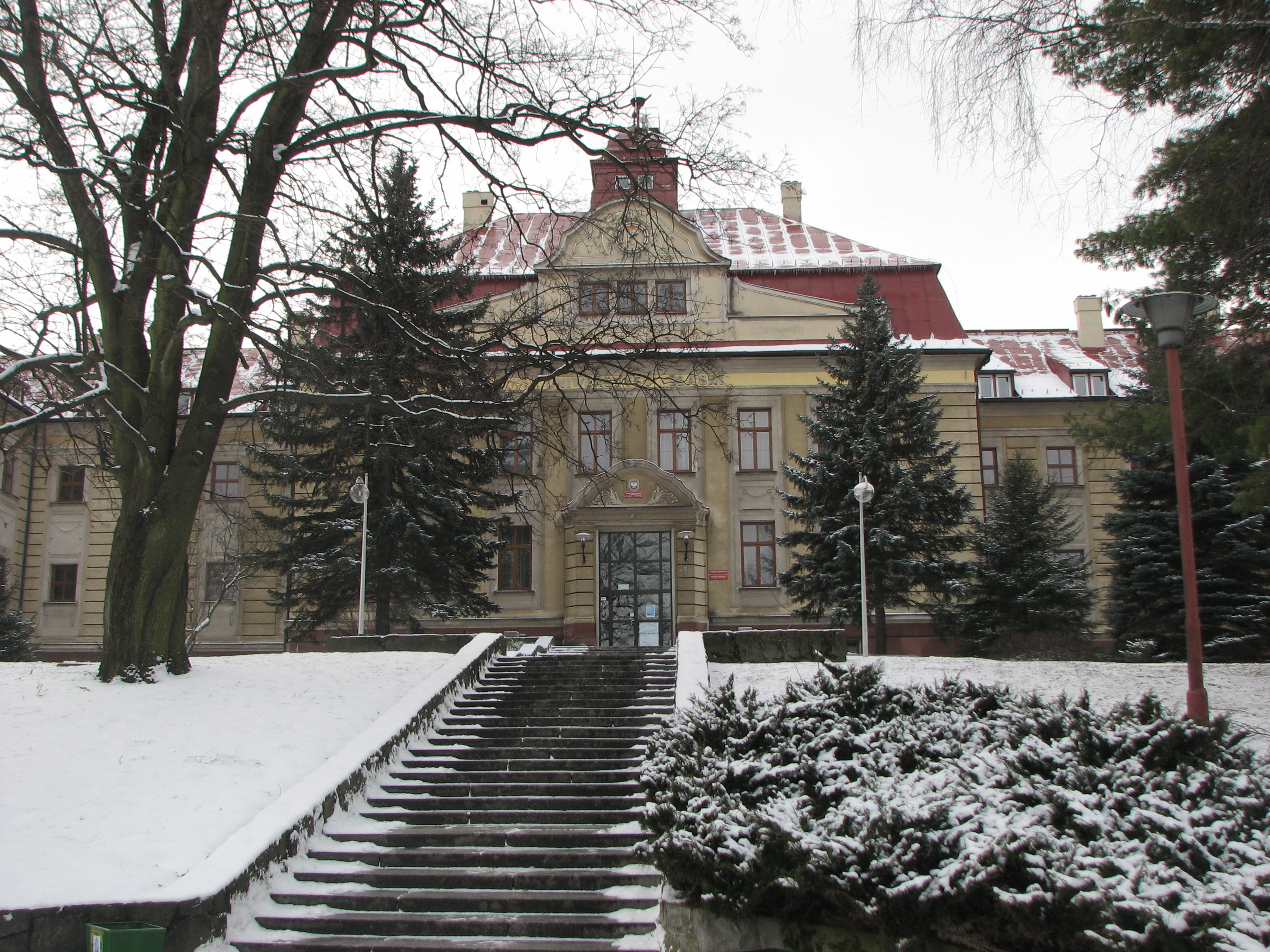
Ehemaliges Lehrerseminar